# Alma Carlisle
Alma Fairfax Carlisle (nascida Murray, nascida em 9 de julho de 1927) é uma arquiteta e historiadora da arquitetura americana que trabalhou em Los Angeles . Seu trabalho levou à preservação de muitos distritos e locais históricos na cidade de Los Angeles.

## Biografia
Carlisle nasceu e foi criada em Alexandria, Virgínia. No ensino médio, ela começou a se interessar por arquitetura e história da arquitetura, e membros da família, incluindo seu pai, envolvidos no setor imobiliário, alimentaram seus interesses. Em 1950, Carlisle se formou cum laude na Howard University com um diploma de arquitetura.
Carlisle se casou com David Kay Carlisle em 28 de julho de 1953 e eles tiveram três filhos juntos. Durante as décadas de 1950 e 1960, Carlisle era dona de casa. Em 1975, ela e sua família se mudaram para Los Angeles, onde Carlisle começou a trabalhar para a cidade de Los Angeles.
Enquanto Carlisle era uma arquiteta associado do Los Angeles Bureau of Engineering, ela ajudou a investigar e fornecer evidências para a preservação de estruturas históricas em Los Angeles. Seus levantamentos de recursos históricos, realizados em 27 bairros da cidade, levaram à "designação de quatro Zonas de Sobreposição de Preservação Histórica e mais de 50 Monumentos Histórico-Culturais. Das pesquisas, aquelas em que ela esteve mais significativamente envolvida foram Melrose Hill (1984) e Whitley Heights (1990). Em 1996, ela se aposentou da cidade, mas em 2001, ela se juntou a um escritório de arquitetura em Los Angeles, Myra L. Frank & Associates.